# 中村崇則
中村 崇則（なかむら たかのり、1973年1月27日 - ）は、日本の実業家。株式会社ラクス創業者で、同社代表取締役社長。

## 人物・来歴
山口県出身。山口県立大津高等学校卒業後、1996年神戸大学経営学部卒業、日本電信電話入社。インターネット・バブル期の1997年に、大学の同期だった谷井等らと無料メーリングリストに広告を付ける事業でデジタルネットワークサービスを設立。協調性がなく大企業ではあまり活躍できないと感じ、1998年に日本電信電話を退社。2000年にインフォキャストを設立して、楽天に売却。売却資金を資本として同年にアイティーブースト（現ラクス）設立。同社代表取締役社長に就任し、ITエンジニアスクール事業を始めた。その後、中小企業向けSaaS事業などに進出し、デジタル化の進展や、コロナ禍で、2020年から株価が大幅に上昇し、同じSaaS企業であるfreeeの佐々木大輔とともに2021年までにビリオネアとなった。